# Love in Taipei
Love in Taipei ist eine US-amerikanische Liebeskomödie aus dem Jahr 2023 von Arvin Chen. Der Film basiert auf dem Roman Loveboat, Taipei von Abigail Hing Wen. Die Hauptrollen haben Ashley Liao und Ross Butler inne.
Love in Taipei wurde am 10. August 2023 in den Vereinigten Staaten auf Paramount+ veröffentlicht. Die deutsche Veröffentlichung erfolgte am 25. August 2023 auf Paramount+.

## Handlung
Die Medizinstudentin Ever Wong wird von ihren Eltern von Ohio nach Taiwan geschickt, um dort den Sommer über Mandarin zu lernen, damit sie eine noch erfolgreichere Ärztin wird. In Wahrheit möchte Ever lieber tanzen und an einem Tanz-Ensemble in New York City zu studieren. In Taipeh angekommen, freundet sie sich mit Sophie Ha an und begegnet ihrem Schwarm, dem begnadeten Wunderkind Rick Woo sowie Xavier Yeh. An der renommierten Schule, die auch Loveboat genannt wird, da es viele Romanzen gibt, lernt Ever endlich sie selbst zu sein. Sie trifft sich auch mit ihrer Tante Shu, die in Taipeh ein Atelier betreibt. Dort probt Ever für ihre Aufnahmeprüfung am Tanz-Ensemble.
Bei einer Abendveranstaltung lernt sie Rick näher kennen und die beiden fühlen sich zueinander hingezogen. Aber Ever findet auch an Xavier gefallen, der jedoch eine kurze Beziehung mit Sophie ein geht. Mit der Zeit verliebt sie sich in Rick und wird auch dessen Familie vorgestellt. Als sie jedoch erkennt, dass Rick ihre Vergangenheit vor seinen Eltern verheimlicht und plötzlich auch Ricks Ex-Freundin auftaucht, fühlt sie sich von ihm verraten. Als ein Taifun über Taiwan zieht, der auch das Atelier ihrer Tante zerstört, verlässt Rick und seine Cousine Sophie die Insel. Ever erkennt, dass sie ihre Träume verwirklichen will, muss aber erfahren, dass sie nicht an der Tanzschule angenommen wurde. Xavier tröstet sie und die beiden kommen sich näher.
Um ihrer Tante zu helfen, organisiert Ever ein Straßenfest, zu dem auch ihre Eltern aus Amerika anreisen. Sie zeigt auf dem Fest ihre Tanzkünste und versöhnt sich mit Rick, der ebenfalls auftaucht. Die beiden bleiben Freunde, während sie mit Xavier zusammenkommt.

## Hintergrund
ACE Entertainment erwarb im Februar 2020 die Rechte an Abigail Hing Wens Debütroman Loveboat, Taipei. Im November 2021 wurde eine Adaption durch ACE Entertainment und 1 Productions Film Co. offiziell angekündigt. Die Hauptrollen wurden mit Ashley Liao, Ross Butler und Nico Hiraga besetzt. Als Regisseur wurde Arvin Chen besetzt.
Der Film wurde im November und Dezember 2021 in Taipeh gedreht. Liao nahm extra Ballett-Unterricht, um ihre Tanzszenen zu absolvieren.

## Rezeption
Auf dem Rezensionsaggregator Rotten Tomatoes hat der Film eine Zustimmungsrate von 67 % basierend auf 15 Rezensionen mit einer durchschnittlichen Bewertung von 8,6/10.